# 杜什尼基-茲德魯伊

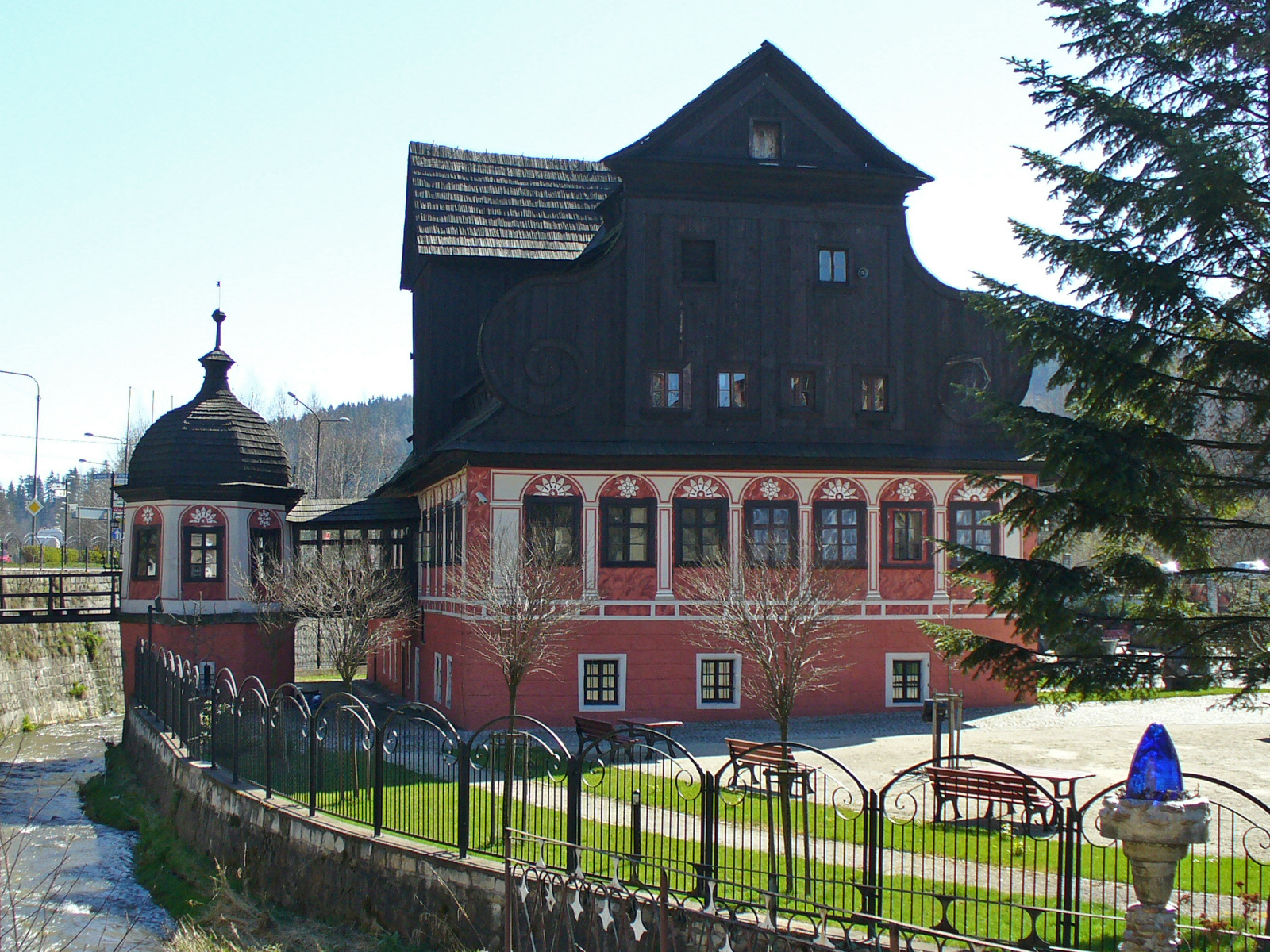

杜什尼基-茲德魯伊是波蘭的城鎮，位於該國西南部，由下西里西亞省負責管轄，始建於十世紀，面積22.28平方公里，海拔高度583米，主要經濟活動是旅遊業，2006年人口5,113。

## 外部連結
- Duszniki-Zdrój On-line
- Bad-Reinerz on old postcards （页面存档备份，存于）
- Official site （页面存档备份，存于）
- Jewish Community in Duszniki-Zdrój （页面存档备份，存于） on Virtual Shtetl

50°24′N 16°23′E / 50.400°N 16.383°E